# Ginástica nos Jogos Olímpicos de Verão de 1980
A ginástica nos Jogos Olímpicos de Verão de 1980 foi realizada em Moscou, na então União Soviética, com quatorze eventos: oito masculinos e seis femininos. A competição foi disputada entre 20 e 25 de julho de 1980 no Palácio de Esportes do Estádio Lênin.

## Eventos
Ginástica artística
Quatorze conjuntos de medalhas foram concedidas nos seguintes eventos:
- Individual geral masculino
- Equipes masculino
- Solo masculino
- Barra fixa masculino
- Barras paralelas masculino
- Cavalo com alças masculino
- Argolas masculino
- Salto sobre a mesa masculino
- Individual geral feminino
- Equipes feminino
- Trave feminino
- Solo feminino
- Barras assimétricas feminino
- Salto sobre a mesa feminino

## Medalhistas
Masculino
| Evento                    | Ouro | Prata | Bronze                                                                                           |
| ------------------------- | --- | --- | ------------------------------------------------------------------------------------------------ |
| Equipes detalhes          | Nikolai Andrianov Eduard Azaryan Aleksandr Dityatin Bohdan Makuts Vladimir Markelov Alexander Tkachev URS União Soviética | Roland Brückner Michael Nikolay Lutz Hoffmann Ralf-Peter Hemmann Andreas Bronst Lutz Mack GDR Alemanha Oriental | Ferenc Donáth Zoltán Magyar Péter Kovács György Guczoghy István Vámos Zoltán Kelemen HUN Hungria |
| Individual geral detalhes | Alexander Dityatin URS União Soviética                                                                                    | Nikolai Andrianov URS União Soviética                                                                           | Stojan Deltchev BUL Bulgária                                                                     |
| Salto detalhes            | Nikolai Andrianov URS União Soviética                                                                                     | Alexander Dityatin URS União Soviética                                                                          | Roland Brückner GDR Alemanha Oriental                                                            |
| Solo detalhes             | Roland Brückner GDR Alemanha Oriental                                                                                     | Nikolai Andrianov URS União Soviética                                                                           | Alexander Dityatin URS União Soviética                                                           |
| Cavalo com alças detalhes | Zoltán Magyar HUN Hungria                                                                                                 | Alexander Dityatin URS União Soviética                                                                          | Michael Nikolay GDR Alemanha Oriental                                                            |
| Barras paralelas detalhes | Alexander Tkachev URS União Soviética                                                                                     | Alexander Dityatin URS União Soviética                                                                          | Roland Brückner GDR Alemanha Oriental                                                            |
| Argolas detalhes          | Alexander Dityatin URS União Soviética                                                                                    | Alexander Tkachev URS União Soviética                                                                           | Jiří Tabak TCH Checoslováquia                                                                    |
| Barra fixa detalhes       | Stojan Deltchev BUL Bulgária                                                                                              | Alexander Dityatin URS União Soviética                                                                          | Nikolai Andrianov URS União Soviética                                                            |

Feminino
| Evento                       | Ouro | Prata                                                                                                | Bronze                                                                                                  |
| ---------------------------- | --- | --- | --- |
| Equipes detalhes             | Yelena Davydova Maria Filatova Nellie Kim Elena Naimushina Natalia Shaposhnikova Stella Zakharova URS União Soviética | Emilia Eberle Nadia Comăneci Rodica Dunca Melita Rühn Cristina Grigoraş Dumitriţa Turner ROU Romênia | Maxi Gnauck Katharina Rensch Steffi Kräker Birgit Süß Silvia Hindorff Karola Sube GDR Alemanha Oriental |
| Individual geral detalhes    | Yelena Davydova URS União Soviética                                                                                   | Maxi Gnauck GDR Alemanha Oriental Nadia Comăneci ROU Romênia                                         | nenhum                                                                                                  |
| Salto detalhes               | Natalia Shaposhnikova URS União Soviética                                                                             | Steffi Kräker GDR Alemanha Oriental                                                                  | Melita Rühn ROU Romênia                                                                                 |
| Solo detalhes                | Nellie Kim URS União Soviética Nadia Comăneci ROU Romênia                                                             | nenhum                                                                                               | Natalia Shaposhnikova URS União Soviética Maxi Gnauck GDR Alemanha Oriental                             |
| Trave detalhes               | Nadia Comăneci ROU Romênia                                                                                            | Yelena Davydova URS União Soviética                                                                  | Natalia Shaposhnikova URS União Soviética                                                               |
| Barras assimétricas detalhes | Maxi Gnauck GDR Alemanha Oriental                                                                                     | Emilia Eberle ROU Romênia                                                                            | Steffi Kräker GDR Alemanha Oriental Melita Rühn ROU Romênia Maria Filatova URS União Soviética          |

## Quadro de medalhas
| Ordem | País                  | Medalha de ouro | Medalha de prata | Medalha de bronze |    |
| ----- | --------------------- | --------------- | ---------------- | ----------------- | -- |
| 1     | URS União Soviética   | 9               | 8                | 5                 | 22 |
| 2     | GDR Alemanha Oriental | 2               | 3                | 6                 | 11 |
| 3     | ROU Romênia           | 2               | 3                | 2                 | 7  |
| 4     | BUL Bulgária          | 1               |                  | 1                 | 2  |
| 4     | HUN Hungria           | 1               |                  | 1                 | 2  |
| 6     | TCH Checoslováquia    |                 |                  | 1                 | 1  |
| TOTAL | TOTAL                 | 15              | 14               | 16                | 45 |